# Ermita de Butsènit
Ermita de Butsènit és una església de Lleida protegida com a bé cultural d'interès local.

## Descripció
Edifici aïllat al mig de l'horta, maclat amb habitatges rurals. Planta baixa, dues plantes i golfes. Façana porticada de voltes medievals i quatre balcons per planta. Remarcada la capella per l'espadanya. Murs de càrrega, voltes i arcades. Forjats de fusta, pedra i toves. Paviment del porxo amb pedres rieres.

## Història
Hi ha documents d'aquesta ermita de l'any 1300 quan un tal N. Butzènich fundà un benefici per tal d'assegurar el culte a una ermita erigida allí. Ha patit successives ampliacions i afegits posteriors.